# Кубок шотландської ліги з футболу 2015—2016
Кубок шотландської ліги 2015–2016 — 70-й розіграш Кубка шотландської ліги. Змагання проводиться за системою «плей-оф», де і визначають переможця. Переможцем вперше став Росс Каунті.

## Перший раунд
Жеребкування відбулось 6 липня 2015 року.
| Команда 1              | Рахунок        | Команда 2           |
| ---------------------- | -------------- | ------------------- |
| 30 липня 2015          |                |                     |
| Гарт оф Мідлотіан (2)  | 4:2            | Арброт (4)          |
| 31 липня 2015          |                |                     |
| Фолкерк (2)            | 5:0            | Іст Стерлінгшир (4) |
| 1 серпня 2015          |                |                     |
| Бервік Рейнджерс (4)   | 3:2 дч         | Аллоа Атлетік (2)   |
| Стерлінг Альбіон (3)   | 0:1            | Ейрдріоніанс (3)    |
| Рейт Роверз (2)        | 3:0            | Альбіон Роверз (4)  |
| Еннан Атлетік (4)      | 3:4 дч         | Квін оф зе Саут (2) |
| Лівінгстон (2)         | 1:0 дч         | Клайд (4)           |
| Данфермлін Атлетік (3) | 5:1            | Ковденбіт (2)       |
| Гіберніан (2)          | 3:0            | Монтроз (4)         |
| Іст Файф (4)           | 1:1 (пен. 4:3) | Дамбартон (2)       |
| Грінок Мортон (3)      | 5:0            | Елгін Сіті (4)      |
| Квінз Парк (4)         | 0:2            | Форфар Атлетік (3)  |
| Странрар (3)           | 2:0            | Стенхаузмур (3)     |
| Ейр Юнайтед (3)        | 2:0            | Бріхін Сіті (3)     |
| 2 серпня 2015          |                |                     |
| Рейнджерс (2)          | 3:0            | Пітерхед (3)        |

## Другий раунд
Жеребкування відбулось 3 серпня 2015 року.
| Команда 1              | Рахунок | Команда 2             |
| ---------------------- | ------- | --------------------- |
| 25 серпня 2015         |         |                       |
| Росс Каунті            | 2:0     | Ейр Юнайтед (3)       |
| Форфар Атлетік (3)     | 1:2 дч  | Гарт оф Мідлотіан (2) |
| Кілмарнок              | 4:1     | Бервік Рейнджерс (4)  |
| Рейт Роверз (2)        | 2:1     | Гамільтон Академікал  |
| Квін оф зе Саут (2)    | 0:1     | Грінок Мортон (3)     |
| Данфермлін Атлетік (3) | 3:1     | Данді                 |
| Партік Тісл            | 0:1     | Фолкерк (2)           |
| Іст Файф (4)           | 1:3 дч  | Мотервелл             |
| Сент-Міррен            | 2:3     | Лівінгстон (2)        |
| 26 серпня 2015         |         |                       |
| Гіберніан (2)          | 1:0     | Странрар (3)          |
| Ейрдріоніанс (3)       | 0:5     | Рейнджерс (2)         |

## Третій раунд
Жеребкування відбулось 27 серпня 2015 року.
| Команда 1         | Рахунок | Команда 2                 |
| ----------------- | ------- | ------------------------- |
| 22 вересня 2015   |         |                           |
| Данді Юнайтед     | 3:1 дч  | Данфермлін Атлетік (3)    |
| Лівінгстон (2)    | 1:2     | Інвернесс Каледоніан Тісл |
| Грінок Мортон (3) | 3:2 дч  | Мотервелл                 |
| Рейнджерс (2)     | 1:3     | Сент-Джонстон             |
| Росс Каунті       | 7:0     | Фолкерк (2)               |
| 23 вересня 2015   |         |                           |
| Селтік            | 2:0     | Рейт Роверз (2)           |
| Гіберніан (2)     | 2:0     | Абердин                   |
| Кілмарнок         | 2:3     | Гарт оф Мідлотіан (2)     |

## Чвертьфінали
Жеребкування відбулось 28 вересня 2015 року.
| Команда 1                 | Рахунок | Команда 2     |
| ------------------------- | ------- | ------------- |
| 27 жовтня 2015            |         |               |
| Інвернесс Каледоніан Тісл | 1:2     | Росс Каунті   |
| Грінок Мортон (3)         | 1:3     | Сент-Джонстон |
| 28 жовтня 2015            |         |               |
| Гарт оф Мідлотіан (2)     | 1:2     | Селтік        |
| 4 листопада 2015          |         |               |
| Гіберніан (2)             | 3:0     | Данді Юнайтед |

## Півфінали
Жеребкування відбулось 9 листопада 2015 року.
| Команда 1     | Рахунок | Команда 2     |
| ------------- | ------- | ------------- |
| 30 січня 2016 |         |               |
| Гіберніан (2) | 2:1     | Сент-Джонстон |
| 31 січня 2016 |         |               |
| Росс Каунті   | 3:1     | Селтік        |

## Фінал
| 13 березня 2016 16:00 (CET) |

| Гіберніан (2) | 1:2      | Росс Каунті          |
| ------------- | -------- | -------------------- |
| Фонтейн 45'   | Протокол | Гердін 25' Схалк 90' |

| Гемпден-Парк, Глазго Глядачів: 38 796 Арбітр: К.Кленсі |